# Garapan
Garapan es una localidad y un centro turístico situado en la isla de Saipán. Forma parte de la Mancomunidad estadounidense de las Islas Marianas del Norte (CNMI). Tiene una superficie de 1,2 km² y una población de 3588 (censo de población de 2000). Las lenguas oficiales son el inglés, el chamorro y el carolino. También están extendidos el filipino, el chino y el japonés. En la misión católica, entre las misioneras mercedarias, consideradas una institución en el país, se habla asimismo el español.
Garapan está situado en la costa occidental de Saipán y allí se encuentra la mayoría de los principales hoteles de la isla, así como el Parque conmemorativo estadounidense, que honra a los soldados estadounidenses que murieron durante la batalla de Saipán.
Garapan también ha construido recientemente el "Paseo de Marianas", una atracción turística popular. Una de las varias iglesias que se encuentran en Garapan, justo a la derecha del edificio de Horiguchi es la iglesia de Cristo Rey "Kristo Rai Church".

## Imágenes

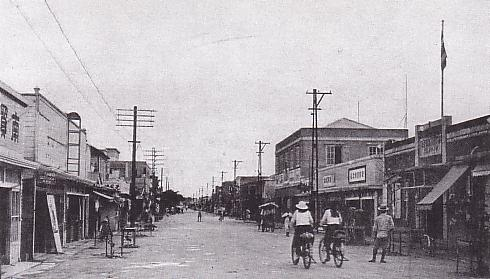
Garapan durante la ocupación japonesa.
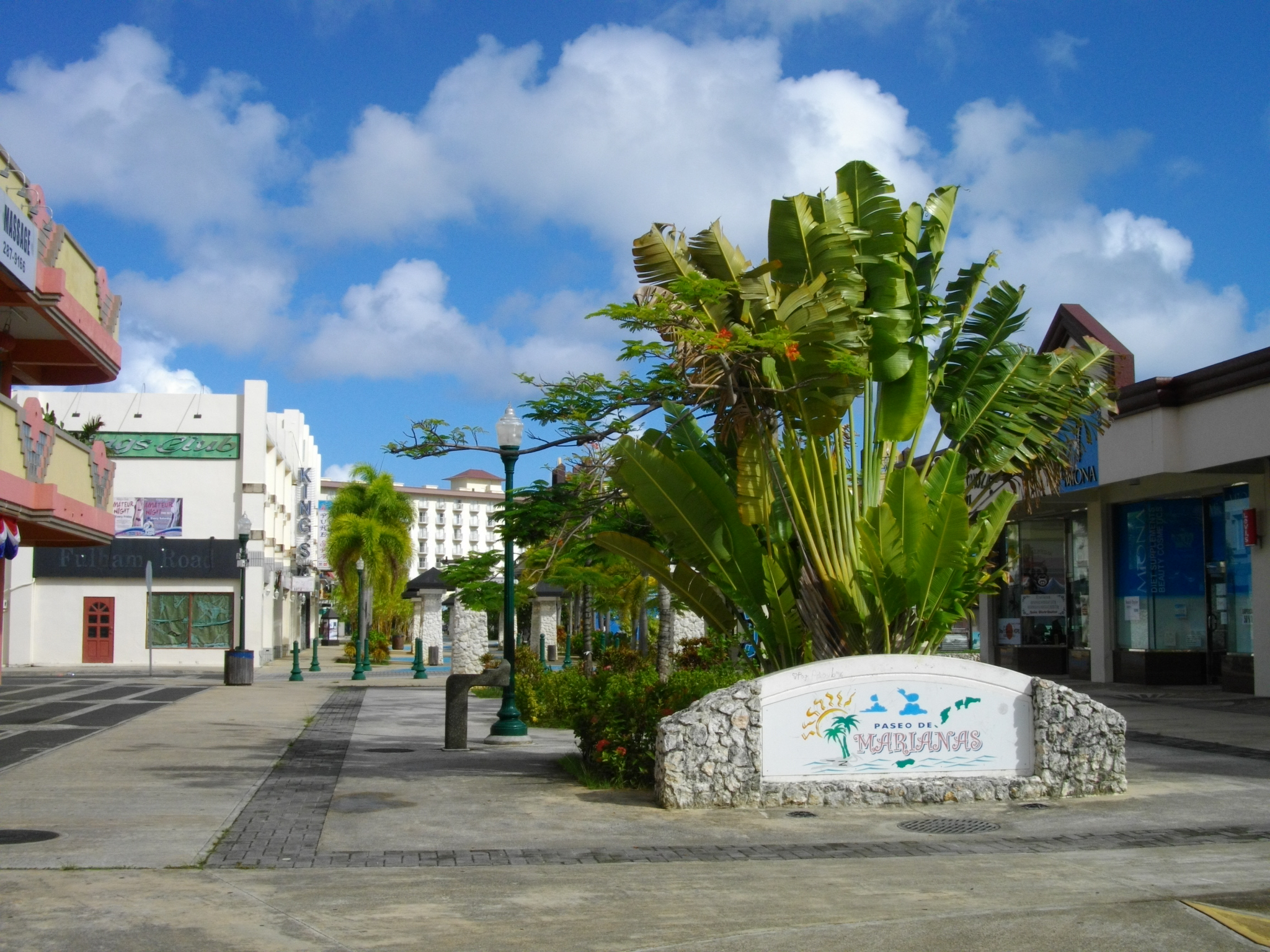
Zona comercial.
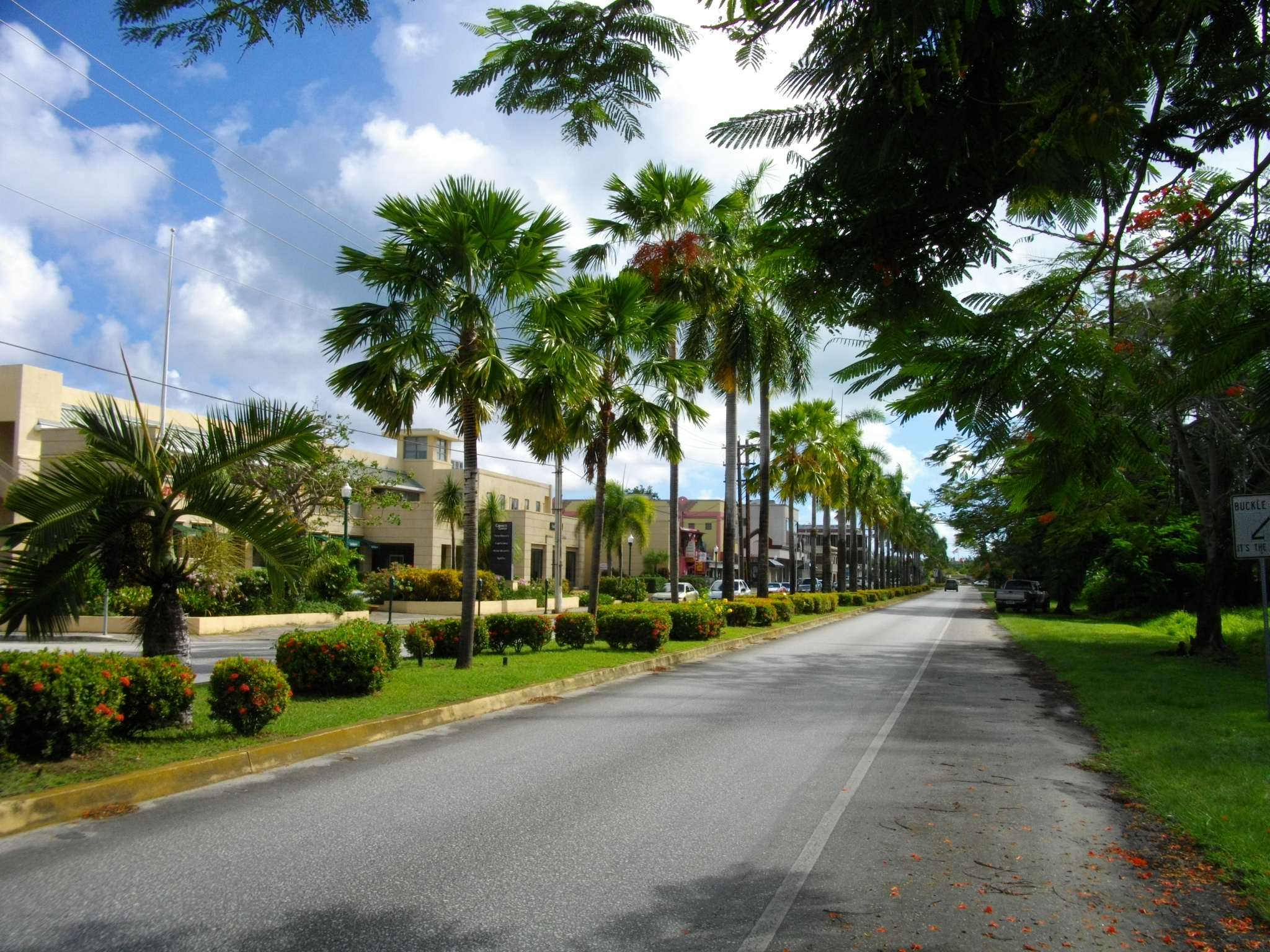
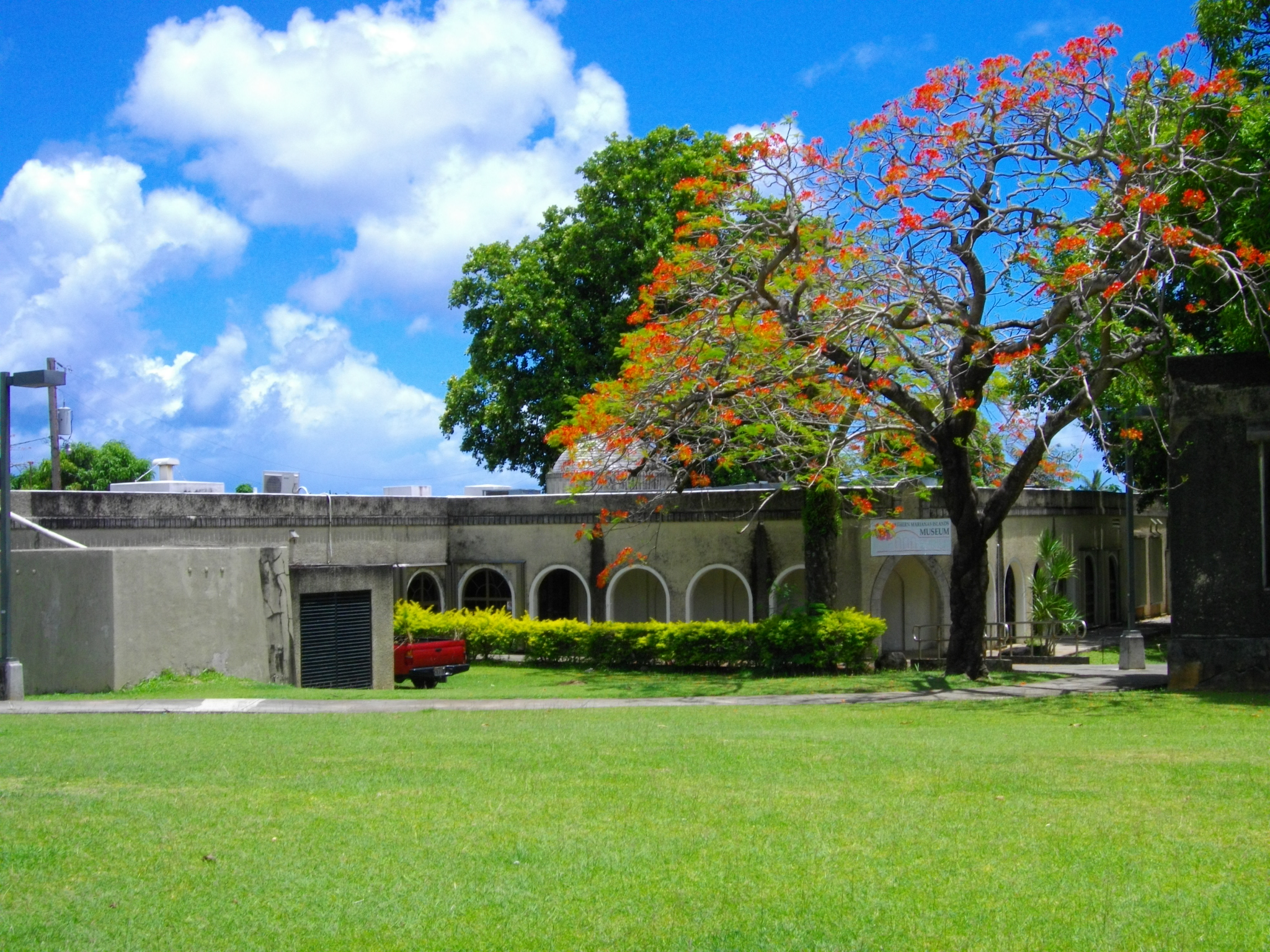
Museo de las Islas Marianas.